# Producción en cadena

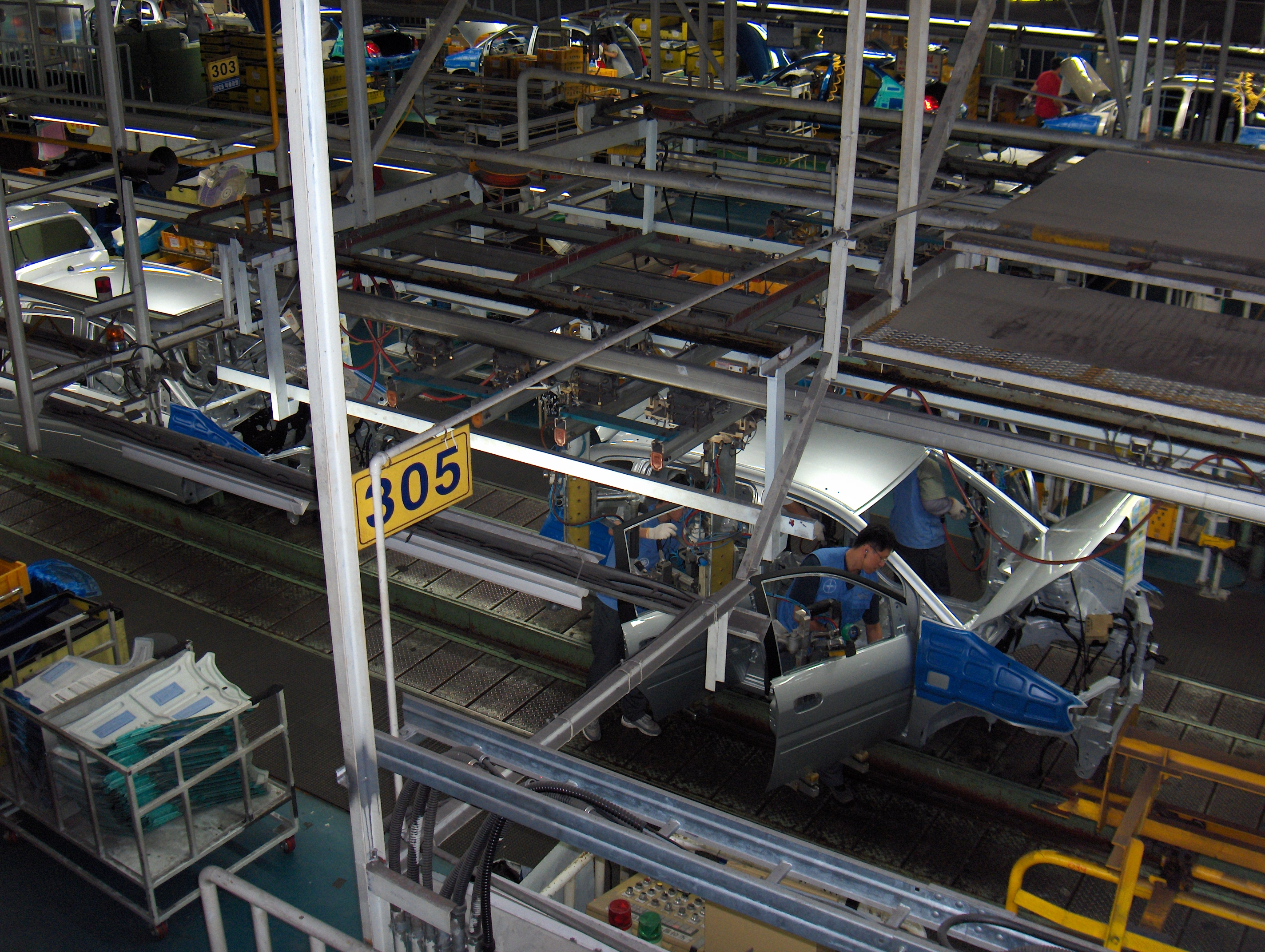
Una moderna línea de ensamble de una cadena de montaje de automóviles.

La producción en cadena, producción en masa, producción en serie o fabricación en serie fue un proceso revolucionario en la producción industrial cuya base es la cadena de montaje, línea de ensamblado o línea de producción; una forma de organización de la producción que delega a cada trabajador una función específica y especializada en máquinas también más desarrolladas.

## Historia
Su idea teórica nace con el taylorismo y quien tuviera la idea de ponerla en práctica fue Ransom Olds, quien inauguró su cadena de montaje en 1901 construyendo su prototipo denominado Curved Dash. Sin embargo, el sistema de cadena de montaje tomó popularidad unos años después, gracias a Henry Ford, quien tomando la idea de Olds, desarrolló una cadena de montaje con una capacidad de producción superior y de la cual su producto emblemático, fue el Ford T. A consecuencia de esta evolución lograda a la cadena de montaje, el público comenzó a atribuir erróneamente su invención a Ford, en lugar de Olds. A finales del siglo XX es superada por una nueva forma de organización industrial llamada toyotismo que se ha profundizado en el siglo XXI.
La disciplina del trabajo y la búsqueda del control coetáneo, de los tiempos de producción del obrero tenían un límite objetivo en el siglo XIX. Este era que el día tiene 24 horas y la forma en que el obrero trabajaba tenía una velocidad determinada aún en gran parte por el tiempo dedicado a fabricar algún objeto. La división del trabajo no bastó para aumentar la velocidad en la producción por lo que Frederick Taylor trabajó la idea de cronómetro con el objetivo de eliminar ese "tiempo inútil" o malgastado en el proceso productivo.
La organización del trabajo taylorista redujo efectivamente los costos de las fábricas pero se desentendió del salario de los obreros. Eso dio inicio a numerosas huelgas y descontento generalizado del proletariado con el modelo, cosa que Henry Ford corrigió y con esto logró también una visible transformación social.
El taylorismo ha recibido críticas y, también, ha sido bien valorado. La evolución de este modelo productivo se continuaría en el toyotismo.

### Preindustrial

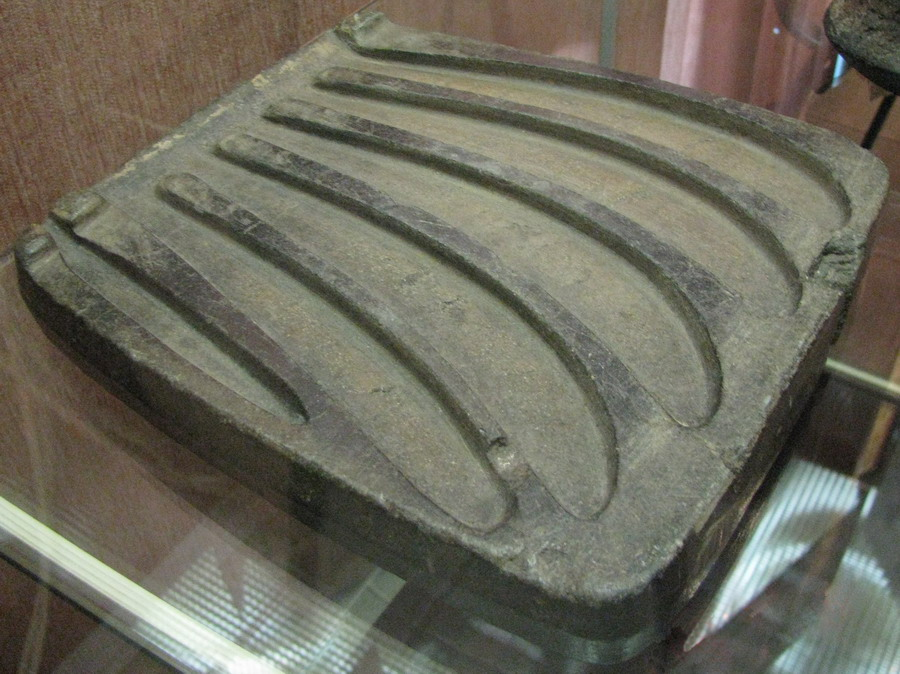
A veces la producción en serie tiene beneficios evidentes, como es el caso de este molde de fundición de 5 hoz de la Edad de Bronce que se expone en el Museo en Ekaterimburgo, Rusia

Esta xilografía de 1568 muestra al impresor de la izquierda sacando una página de la prensa mientras el de la derecha entinta los bloques de texto. Este dúo podía llegar a realizar 14.000 movimientos manuales por día de trabajo, imprimiendo unas 3.600 páginas en el proceso.

Las piezas y tamaños estandarizados y las técnicas de producción en fábrica se desarrollaron en la época preindustrial; antes de la invención de las máquinas-herramienta la fabricación de piezas de precisión, especialmente las metálicas, requería mucha mano de obra.
Las ballestas fabricadas con piezas de bronce se produjeron en China durante el período de los Reinos combatientes. El Emperador Qin unificó China, al menos en parte, equipando a los grandes ejércitos con estas armas, que estaban dotadas de un sofisticado mecanismo de gatillo formado por piezas intercambiables. También se cree que el Ejército de Terracota que custodiaba la necrópolis del emperador fue creado mediante el uso de moldes estandarizados en una cadena de montaje.
En la antigua Cartago, las barcos de guerra se producían en masa a gran escala y con un coste moderado, lo que les permitía mantener de forma eficiente su control del Mediterráneo. Muchos siglos después, la República de Venecia seguiría a Cartago en la producción de barcos con piezas prefabricadas en una cadena de montaje: el arsenal veneciano producía casi un barco cada día en lo que fue efectivamente la primera fábrica del mundo, que en su apogeo empleaba a 16.000 personas.
La invención de los tipos móviles ha permitido la producción en masa de documentos como los libros. El primer sistema de tipos móviles fue inventado en China por Bi Sheng, durante el reinado de la dinastía Song, donde se utilizó, entre otras cosas, para emitir papel moneda. El libro más antiguo que se conserva producido con tipos metálicos es el Jikji, impreso en Corea en el año 1377. Johannes Gutenberg, mediante su invención de la imprenta y la producción de la Biblia de Gutenberg, introdujo los tipos móviles en Europa. A través de esta introducción, la producción en masa en la industria editorial europea se hizo común, lo que llevó a una democratización del conocimiento, el aumento de la alfabetización y la educación, y los inicios de la ciencia moderna.
Jean-Baptiste de Gribeauval, ingeniero de artillería francés, introdujo la estandarización del diseño de los cañones a mediados del siglo XVIII. Desarrolló un obús de campaña de 6 pulgadas (150 mm) cuyas especificaciones del cañón, del conjunto del carro y de la munición se hicieron uniformes para todos los cañones franceses. Las piezas intercambiables estandarizadas de estos cañones hasta las tuercas, pernos y tornillos facilitaron su producción en masa y su reparación.

### Industrial
En la Revolución Industrial, se utilizaron técnicas sencillas de producción en masa en los Portsmouth Block Mills de Inglaterra para fabricar poleas de barcos para la Royal Navy en las Guerras Napoleónicas. Lo consiguió en 1803 Marc Isambard Brunel en colaboración con Henry Maudslay bajo la dirección de Sir Samuel Bentham. Los primeros ejemplos inequívocos de operaciones de fabricación cuidadosamente diseñadas para reducir los costes de producción mediante mano de obra especializada y el uso de máquinas aparecieron en el siglo XVIII en Inglaterra.

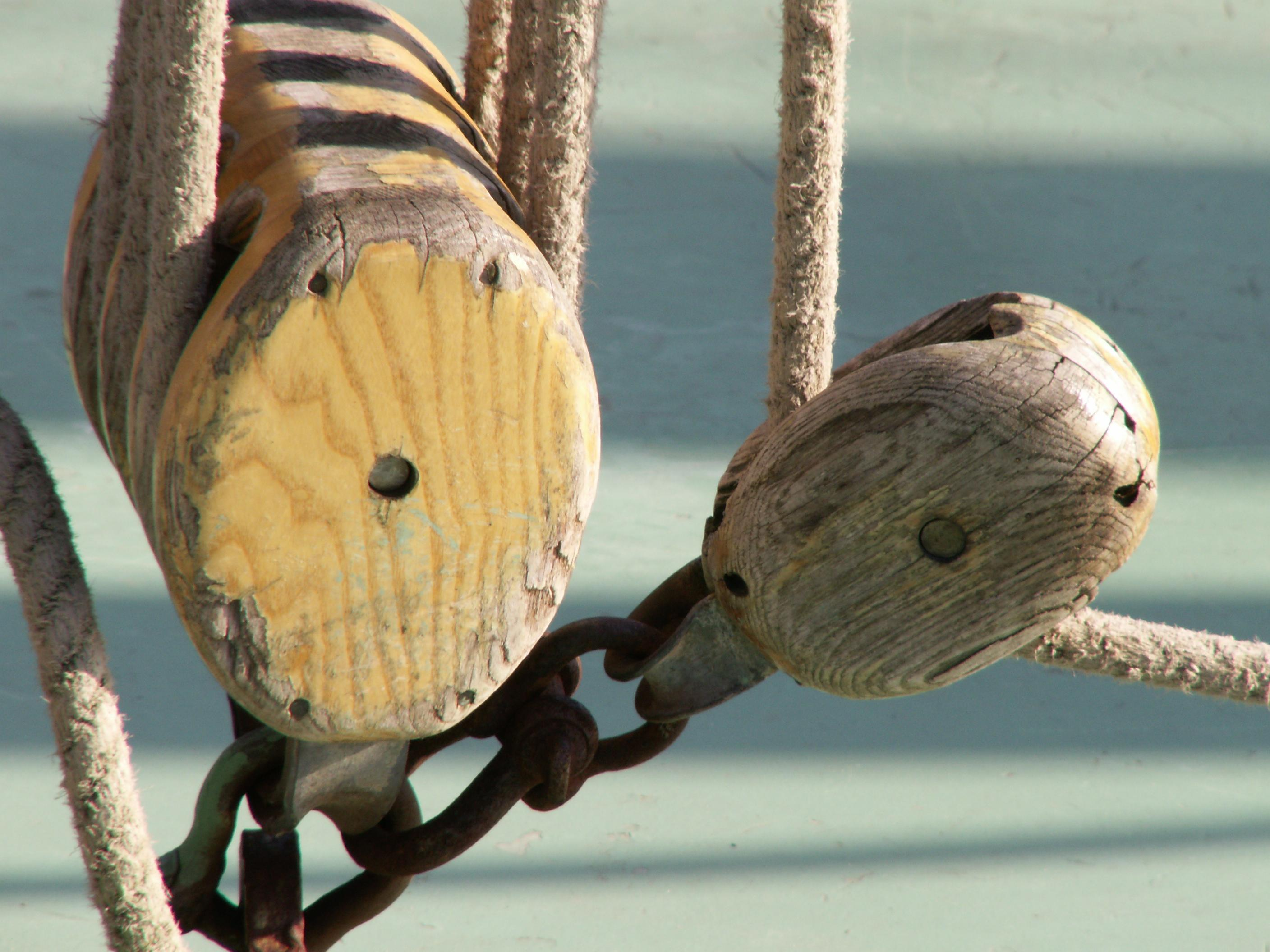
Un bloque de poleas para el aparejo de un barco de vela. En 1808, la producción anual en Portsmouth alcanzó los 130.000 bloques

La Armada se encontraba en un estado de expansión que requería la fabricación de 100.000 bloques de poleas al año. Bentham ya había logrado una notable eficiencia en los muelles introduciendo maquinaria motorizada y reorganizando el sistema de astilleros. Brunel, un ingeniero pionero, y Maudslay, un pionero de la tecnología de las máquinas-herramienta que había desarrollado el primer torno de corte de tornillos industrialmente práctico en 1800, que estandarizó los tamaños de las roscas de los tornillos por primera vez, lo que a su vez permitió la aplicación de piezas intercambiables, colaboraron en los planes para fabricar maquinaria para la fabricación de bloques. En 1805, el astillero se había actualizado por completo con la revolucionaria maquinaria construida a propósito en una época en la que los productos todavía se construían individualmente con diferentes componentes. Se necesitaban un total de 45 máquinas para realizar 22 procesos en los bloques, que podían fabricarse en uno de los tres tamaños posibles. Las máquinas estaban hechas casi por completo de metal, lo que mejoraba su precisión y durabilidad. Las máquinas hacían marcas y muescas en los bloques para asegurar la alineación durante todo el proceso. Una de las muchas ventajas de este nuevo método era el aumento de la productividad de la mano de obra debido a la menor necesidad de trabajo para manejar la maquinaria. Richard Beamish, asistente del hijo de Brunel e ingeniero, Isambard Kingdom Brunel, escribió:
De modo que diez hombres, con la ayuda de esta maquinaria, pueden realizar con uniformidad, celeridad y facilidad, lo que antes requería el trabajo incierto de ciento diez.
En 1808, la producción anual de las 45 máquinas había alcanzado los 130.000 bloques y algunos de los equipos seguían funcionando hasta mediados del siglo XX. Las técnicas de producción en masa también se utilizaron de forma bastante limitada para fabricar relojes, y para fabricar armas pequeñas, aunque las piezas no solían ser intercambiables.  Aunque producidos a muy pequeña escala, los motores de las cañoneras de la Guerra de Crimea diseñados y ensamblados por John Penn de Greenwich se registran como el primer caso de aplicación de las técnicas de producción en masa (aunque no necesariamente el método de la cadena de montaje) a la ingeniería naval. Al cumplir un pedido del Almirantazgo de 90 conjuntos para su diseño de motor de cofre de alta presión y alta revolución, Penn los produjo todos en 90 días. También utilizó hilos Whitworth Standard en todo momento. Los requisitos previos para el uso generalizado de la producción en masa eran piezas intercambiables, máquinas-herramienta y energía, especialmente en forma de electricidad.
Algunos de los conceptos de gestión organizativa necesarios para crear la producción en masa del siglo XX, como la gestión científica, habían sido promovidos por otros ingenieros (la mayoría de los cuales no son famosos, pero Frederick Winslow Taylor es uno de los más conocidos), cuyo trabajo se sintetizaría posteriormente en campos como la ingeniería industrial, la ingeniería de fabricación, la investigación de operaciones y la consultoría de gestión. Aunque después de dejar la Henry Ford Company, que fue rebautizada como Cadillac y que más tarde fue galardonada con el Trofeo Dewar en 1908 por crear piezas de motor de precisión intercambiables producidas en masa, Henry Ford restó importancia al papel del taylorismo en el desarrollo de la producción en masa en su empresa. Sin embargo, la dirección de Ford realizó estudios de tiempo y experimentos para mecanizar los procesos de su fábrica, centrándose en minimizar los movimientos de los trabajadores. La diferencia es que mientras Taylor se centró sobre todo en la eficiencia del trabajador, Ford también sustituyó la mano de obra utilizando máquinas, cuidadosamente dispuestas, siempre que fuera posible.
En 1807, Eli Terry fue contratado para producir 4.000 relojes de movimiento de madera en el Contrato Porter. En esta época, el rendimiento anual de los relojes de madera no superaba unas pocas docenas de media. Terry desarrolló una Fresadora en 1795, en la que perfeccionó las piezas intercambiables. En 1807, Terry desarrolló una máquina de corte por husillo, que podía producir múltiples piezas al mismo tiempo. Terry contrató a Silas Hoadley y a Seth Thomas para trabajar en la línea de montaje de las instalaciones. El Contrato Porter fue el primer contrato que exigía la producción en masa de movimientos de relojes en la historia. En 1815, Terry comenzó a producir en masa el primer reloj de estantería. Chauncey Jerome, un aprendiz de Eli Terry produjo en masa hasta 20.000 relojes de latón al año en 1840 cuando inventó el reloj OG barato de 30 horas.
El Departamento de Guerra de los Estados Unidos patrocinó el desarrollo de piezas intercambiables para los cañones producidos en los arsenales de Springfield, Massachusetts y Harpers Ferry, Virginia (actual Virginia Occidental) en las primeras décadas del siglo XIX, logrando finalmente una intercambiabilidad fiable hacia 1850. Este periodo coincidió con el desarrollo de las máquinas-herramienta, y las armerías diseñaron y construyeron muchas de ellas.  Algunos de los métodos empleados eran un sistema de calibradores para comprobar las dimensiones de las distintas piezas y plantillas y fijaciones para guiar las máquinas-herramienta y sujetar y alinear adecuadamente las piezas de trabajo.  Este sistema llegó a conocerse como práctica de armería o sistema americano de fabricación, que se extendió por toda Nueva Inglaterra con la ayuda de los mecánicos cualificados de las armerías, que fueron fundamentales para transferir la tecnología a los fabricantes de máquinas de coser y a otras industrias, como las máquinas herramienta, las cosechadoras y las bicicletas. Singer Manufacturing Co., que en su momento fue el mayor fabricante de máquinas de coser, no consiguió que las piezas fueran intercambiables hasta finales de la década de 1880, más o menos en la misma época en que Cyrus McCormick adoptó las prácticas modernas de fabricación para hacer cosechadoras.

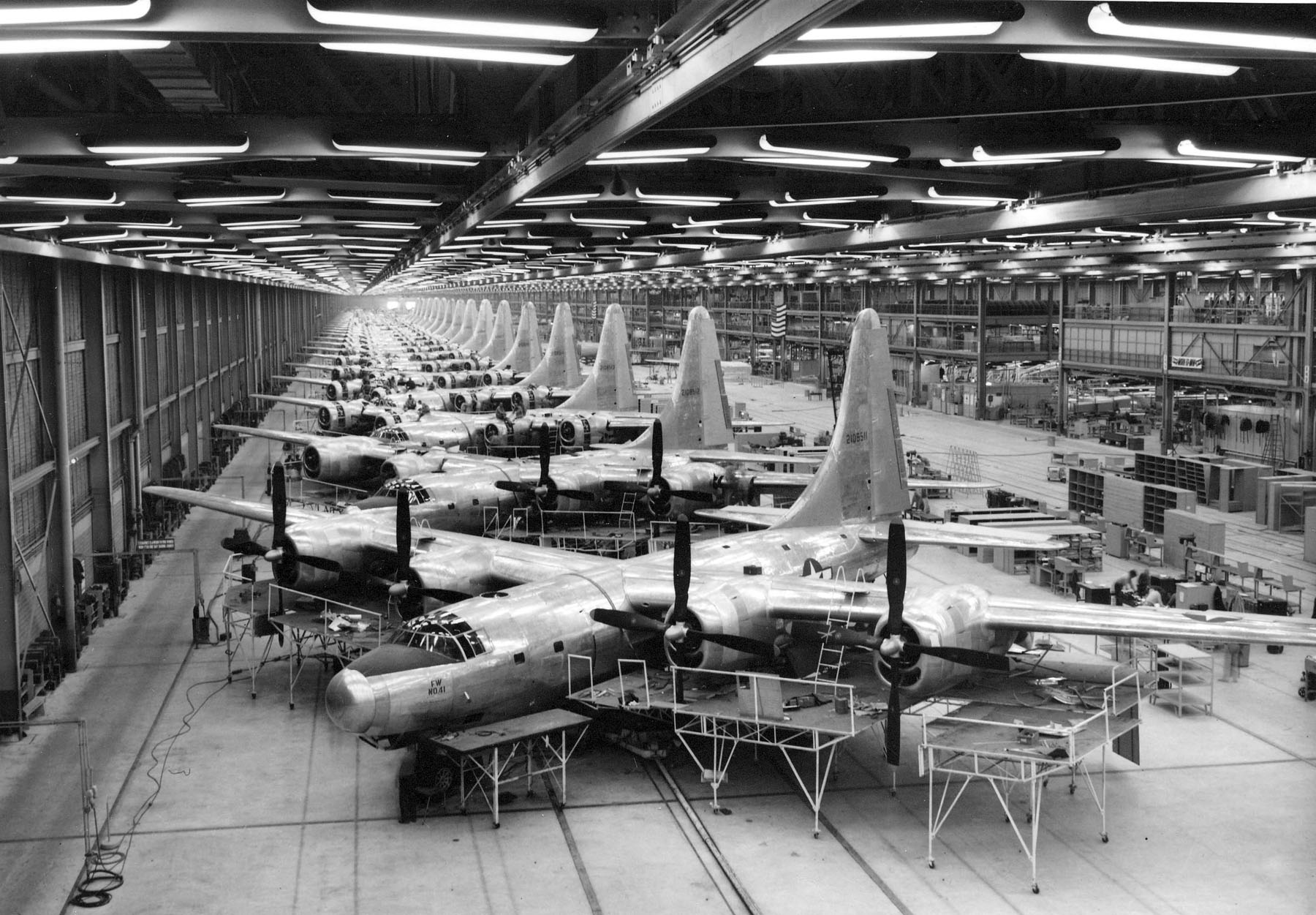
Producción en masa de los aviones Consolidated B-32 Dominator en la Consolidated Aircraft Planta N.º 4, cerca de Fort Worth, Texas, durante la Segunda Guerra Mundial

Durante la Segunda Guerra Mundial, los Estados Unidos produjeron en masa muchos vehículos y armas, tales como barcos (es decir, barcos clase Liberty, Higgins boats ), aviones (es decir. es decir, North American P-51 Mustang, Consolidated B-24 Liberator, Boeing B-29 Superfortress), jeeps (es decir, Willys MB), camiones, tanques (es decir, M4 Sherman) y M2 Browning y M1919 Browning machine gun. Muchos vehículos, transportados por barcos han sido enviados por partes y posteriormente ensamblados in situ.
Para la actual transición energética, muchos componentes de las turbinas eólicas y los paneles solares se están produciendo en masa. Los aerogeneradores y los paneles solares se utilizan en parques eólicos y parques solares respectivamente.
Además, en la actual mitigación del cambio climático, se ha propuesto el secuestro de carbono a gran escala (a través de la reforestación, restauración del carbono azul, etc). Algunos proyectos (como la Campaña del Trillón de Árboles) implican la plantación de una gran cantidad de árboles. Para acelerar estos esfuerzos, puede ser útil la propagación rápida de árboles. ¡Se han fabricado algunas máquinas automatizadas que permiten la propagación rápida (vegetativa) de plantas. Además, para algunas plantas que ayudan a secuestrar carbono (como las hierbas marinas), se han desarrollado técnicas que ayudan a acelerar el proceso .
La producción en masa se benefició del desarrollo de materiales como el acero barato, el acero de alta resistencia y los plásticos. El mecanizado de los metales mejoró enormemente con el acero de alta velocidad y, posteriormente, con materiales muy duros como el carburo de tungsteno para los filos de corte. La fabricación con componentes de acero se vio favorecida por el desarrollo de la soldadura eléctrica y las piezas de acero estampadas, que aparecieron en la industria hacia 1890. Los plásticos, como el polietileno, el poliestireno y el cloruro de polivinilo (PVC), pueden moldearse fácilmente mediante extrusión, moldeo por soplado o moldeo por inyección, lo que permite fabricar a muy bajo coste productos de consumo, tuberías, contenedores y piezas de plástico.
Un influyente artículo que ayudó a enmarcar y popularizar la definición de producción en masa del siglo XX apareció en un suplemento de la Encyclopædia Britannica de 1926. El artículo fue escrito a partir de la correspondencia con la Ford Motor Company y a veces se le atribuye el primer uso del término.

### Electrificación de las fábricas
La electrificación de las fábricas comenzó muy gradualmente en la década de 1890 tras la introducción de un práctico motor de corriente continua por Frank J. Sprague y se aceleró tras el desarrollo del motor de corriente alterna por Galileo Ferraris, Nikola Tesla y Westinghouse, Mikhail Dolivo-Dobrovolsky y otros. La electrificación de las fábricas fue más rápida entre 1900 y 1930, ayudada por el establecimiento de empresas eléctricas con estaciones centrales y la bajada de los precios de la electricidad entre 1914 y 1917.
Los motores eléctricos eran varias veces más eficientes que las pequeñas máquinas de vapor porque la generación de la estación central era más eficiente que las pequeñas máquinas de vapor y porque los ejes de línea y las correas tenían altas pérdidas por fricción.
 Los motores eléctricos también permitían una mayor flexibilidad en la fabricación y requerían menos mantenimiento que los ejes y las correas.  Muchas fábricas experimentaron un aumento del 30% en la producción sólo con el cambio a los motores eléctricos.
La electrificación permitió la producción en masa moderna, como la planta de procesamiento de mineral de hierro de Thomas Edison (alrededor de 1893) que podía procesar 20.000 toneladas de mineral al día con dos turnos de cinco hombres cada uno. En aquella época todavía era habitual manipular los materiales a granel con palas, carretillas y pequeños vagones de ferrocarril de vía estrecha y, a modo de comparación, una excavadora de canales en décadas anteriores solía manipular 5 toneladas por jornada de 12 horas.
El mayor impacto de la primera producción en masa se produjo en la fabricación de artículos de uso cotidiano, como en la Ball Brothers Glass Manufacturing Company, que electrificó su planta de mason jar en Muncie, Indiana, Estados Unidos, alrededor de 1900. El nuevo proceso automatizado utilizaba máquinas de soplado de vidrio para sustituir a 210 sopladores de vidrio artesanales y ayudantes. Se utilizaba un pequeño camión eléctrico para manipular 150 docenas de botellas a la vez, mientras que antes una carretilla manual transportaba 6 docenas. Las mezcladoras eléctricas sustituyeron a los hombres con palas que manipulaban la arena y otros ingredientes que se introducían en el horno de vidrio. Un puente grúa eléctrico sustituyó a 36 jornaleros para mover cargas pesadas por la fábrica.
Según Henry Ford:
La provisión de todo un nuevo sistema de generación eléctrica emancipó a la industria del cinturón de cuero y del eje de línea, pues finalmente fue posible dotar a cada herramienta de su propio motor eléctrico. Esto puede parecer sólo un detalle de menor importancia. En realidad, la industria moderna no podía llevarse a cabo con la correa y el eje de línea por una serie de razones. El motor ha permitido disponer la maquinaria en el orden del trabajo, y sólo esto ha duplicado probablemente la eficiencia de la industria, ya que ha eliminado una enorme cantidad de manipulación y arrastre inútiles. La correa y el eje de línea eran también tremendamente derrochadores - tan derrochadores que ninguna fábrica podía ser realmente grande, ya que incluso el eje de línea más largo era pequeño según los requisitos modernos. Además, las herramientas de alta velocidad eran imposibles en las antiguas condiciones: ni las poleas ni las correas podían soportar las velocidades modernas.  Sin las herramientas de alta velocidad y los aceros más finos que han traído, no podría haber nada de lo que llamamos industria moderna.

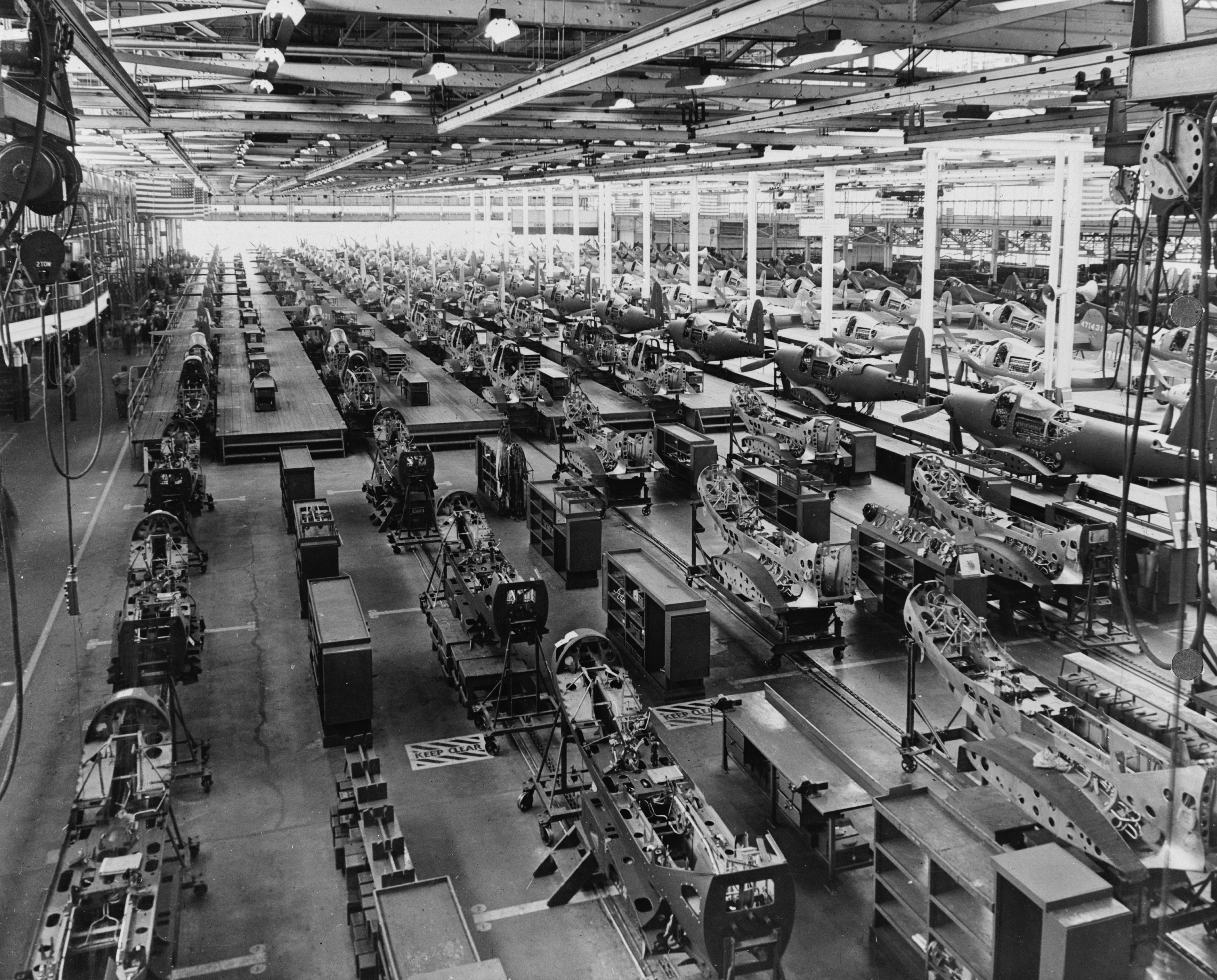
La planta de montaje de la Bell Aircraft Corporation en 1944. Obsérvense partes de grúa aérea a ambos lados de la foto, cerca de la parte superior

La producción en masa fue popularizada a finales de la década de 1910 y en la de 1920 por la Ford Motor Company de Henry Ford, que introdujo los motores eléctricos en la entonces conocida técnica de producción en cadena o secuencial. Ford también compró o diseñó y construyó máquinas-herramienta para fines especiales, como prensas de taladro que podían perforar todos los agujeros de un lado de un bloque de motor en una sola operación y una fresadora de cabezal múltiple que podía mecanizar simultáneamente 15 bloques de motor sostenidos en un solo accesorio. Todas estas máquinas-herramienta estaban dispuestas sistemáticamente en el flujo de producción y algunas tenían carros especiales para hacer rodar elementos pesados hasta la posición de mecanizado. La producción del Ford Modelo T utilizó 32.000 máquinas herramienta.

### Construcciones
El proceso de prefabricación, en el que las piezas se crean por separado del producto terminado, es el núcleo de toda la construcción producida en masa. Entre los primeros ejemplos se encuentran las estructuras móviles que, según se dice, utilizó Akbar el Grande, y las casas chattel construidas por los esclavos emancipados en Barbados. La cabaña Nissen, utilizada por primera vez por los británicos durante la Primera Guerra Mundial, combinaba la prefabricación y la producción en masa de una manera que se adaptaba a las necesidades de los militares. Estas sencillas estructuras, que costaban poco y podían montarse en un par de horas, tuvieron un gran éxito: sólo durante la Primera Guerra Mundial se produjeron más de 100.000 cabañas Nissen, que servirían para otros conflictos e inspirarían una serie de diseños similares.
Después de la Segunda Guerra Mundial, en Estados Unidos, William Levitt fue pionero en la construcción de tract house estandarizadas en 56 lugares diferentes del país. Estas comunidades se denominaron Levittown, y pudieron construirse de forma rápida y barata gracias al aprovechamiento de las economías de escala, así como a la especialización de las tareas de construcción en un proceso similar al de una cadena de montaje. En esta época también se inventó la casa móvil, una pequeña casa prefabricada que puede transportarse de forma económica en la plataforma de un camión.
En la industrialización moderna de la construcción, la producción en masa se utiliza a menudo para la prefabricación de los componentes de las casas.